# История испанского языка
Язык, известный в наше время как испанский, произошёл от диалекта народной латыни, который развился в центре северной части пиренейского полуострова после падения Западной Римской империи в пятом веке. Письменный стандарт разрабатывался в Толедо (XIII-XVI века) и Мадриде (с 1560-х годов). За последние 1000 лет язык распространился на юг к Средиземному морю и был позже перенесён в Испанскую империю, в особенности в испаноязычные страны Америки. Сегодня это официальный язык 21 страны и многих международных организаций. Также это один из шести официальных языков ООН.

## Основные отличительные особенности языка
Развитие испанской фонологии отличается от фонологии других близких географически романских языков (например, португальского и каталанского) несколькими особенностями:
- дифтонгизация латинских ударных кратких, а также открытых E и O в закрытых слогах (tiempo, puerta, ср. португальские tempo, porta)
- оглушение и дальнейшее развитие средневековых испанских сибилянтов, вызывающее (1) велярный спирант [x] в таких словах, как caja, hijo, gente, и (2) — во многих диалектах Испании, включая престижные разновидности языка Мадрида, Толедо и т. д. — межзубной [θ] в таких словах, как cinco, hacer и lazo
- дебуккализация и окончательная потеря латинского начального /f/ в большинстве случаев, отмечаемая в современном написании глухим ⟨h⟩ в таких словах, как hablar, hilo, hoja (также в гасконском: hilh, huelha)
- ранняя фрикативизация палатального /ʎ/ (-LY-, -CL-, -GL- из народной латыни), сначала в палатальный /ʒ/ и, в конечном счете, в велярный /x/, например, filiu →hijo, *oc’lu → ojo, *coag’lare → cuajar; ср. португальские filho, olho, coalhar)
- развитие начальных PL-, CL-, FL- в палатальное /ʎ/ во многих словах, например, plorare → llorar, clamare → llamar, flamma → llama; ср. португальские chorar, chamar, chama, каталанские plorar, clamar, flama)
- начальное /j/ из народной латыни (из J-, DY-, G(E)-, G(I)-) остаётся перед /a/, /e/ и /i/, впоследствии исчезая в безударном слоге (yace, yeso, helar, enero, echar, hinojo, ср. португальские jaz, gesso, gelar, janeiro, jeitar, joelho)

Следующие особенности характерны для испанской фонологии, а также для некоторых других иберо-романских, но не для всех романских языков:
- палатализация латинских -NN- и -LL- в /ɲ/ и /ʎ/ (año, caballo) (также в каталанском: any, cavall).
- фонематическое слияние /b/ и /v/, делающее, например, существительное tubo и глагол tuvo фонетически эквивалентными (во всех случаях, кроме гиперкоррекции или побуквенного произношения)[2] (также в галисийском, северных диалектах португальского и некоторых разновидностях каталанского и окситанского языков)
- лениция /b/, /d/ и /g/ → [β̞], [ð̞] и [ɣ̞] — не только от изначальных латинских B, D и G (как в исп. probar, sudar, legumbre), но также от латинских P, T и C (как в исп. sabe, vida, lago) (также в галисийском, европейском португальском, каталанском и некоторых разновидностях окситанского)

Латинская система из четырёх спряжений глаголов в испанском языке сокращена до трёх. Латинские инфинитивы с окончаниями -ĀRE, -ĒRE и -ĪRE становятся испанскими инфинитивами с окончаниями -ar, -er и -ir, соответственно. Латинские глаголы третьего спряжения — инфинитивы с окончанием -ĔRE — перераспределены между испанскими классами глаголов -er и -ir (например, facere → hacer, dicere → decir).
Испанская морфология глаголов продолжает использовать некоторые латинские синтетические формы, которые были заменены аналитическими во французском и (частично) итальянском (например, исп. lavó, фр. il a lavé), а испанское сослагательное наклонение сохраняет отдельными формы настоящего и прошедшего времени.
Испанский синтаксис предусматривает явное маркирование для некоторых прямых дополнений (так называемое «личное a», см. статью Дифференцированное маркирование объекта), и использует клитическое дублирование с косвенными дополнениями, в которых «избыточное» местоимение (le, les) возникает даже при наличии явной именной группы (ни та, ни другая особенность не присутствует в других западно-романских языках, но обе особенности есть в румынском, где pe < PER соответствует испанскому a). В отношении к объектным местоимениям испанский допускает опущение местоимений, это означает, что глагольная группа может часто стоять одна без использования объектного местоимения (или объектной именной группы). По сравнению с другими романскими языками испанский имеет в некотором роде более свободный синтаксис с относительно меньшим числом ограничений на счёт порядка слов подлежащее-сказуемое-дополнение.
Благодаря продолжительному языковому контакту с другими языками испанская лексика содержит заимствования из баскского, германского, арабского и индейских языков.
Ударения — используемые в современном испанском, чтобы обозначить гласный ударного слога в словах, где ударение ставится не по правилам — стали использоваться изредка в XV и массово в XVI веке. Их использование начинает стандартизироваться с появлением Королевской академии испанского языка в XVIII веке. См. также статью Орфография испанского языка.

## Внешняя история

Когда арабы были вытеснены с Пиренейского полуострова, различные группы народной латыни перемешались (вместе с баскским). Крупнейшей такой группой были кастильцы, чей язык стал называться испанским.

Стандартный испанский язык также называется кастильским в своём изначальном варианте, чтобы отличаться от других языков в других частях Испании, таких как галисийский, каталанский, баскский и т. д. В своей самой ранней задокументированной форме, и вплоть до приблизительно XV века, язык обычно называется староиспанским. Приблизительно с XVI века он называется современным испанским. Испанский XVI и XVII веков иногда называется «классическим» испанским со ссылкой на литературные достижения этого периода. В отличие от английского и французского, в отношении развития испанского языка не принято говорить о «средней» стадии.

### Происхождение
Кастильский испанский произошёл, после падения Римской империи, как продолжение разговорной латыни в нескольких областях северной и центральной Испании. В конечном счете, разновидность, на которой разговаривали в Толедо около XIII века, стала основой для письменного стандарта. С Реконкистой этот северный диалект распространился на юг, где практически полностью заменил или поглотил местные романские диалекты, одновременно позаимствовав множество слов из арабского и оказавшись под влиянием мосарабского (романская речь христиан, живших на арабской территории) и средневекового еврейско-испанского языков (ладино). Эти языки исчезли с Пиренейского полуострова в конце XVI века.
Престиж Кастилии и её языка был частично распространён подвигами кастильских героев в битвах Реконкисты — среди них Фернан Гонсалес и Родриго Диас де Вивар (Сид Кампеадор) — и поэмами о них, которые рассказывались на кастильском даже за пределами первоначальной территории этого диалекта.
Традиционно считалось, что «первый письменный испанский» появился в «Эмилианских глоссах». Здесь есть «глоссы» (переводы изолированных слов и фраз в форму, больше похожую на испанский романский, чем латинский язык), добавленные между строк манускрипта, который был написан ранее на латыни. В настоящее время считается, что язык «Эмилианских глосс» ближе к наварро-арагонскому языку, чем к самому испанскому. Оценки времени их написания варьируются от конца X к началу XI века.
Первые шаги по направлению к стандартизации письменного кастильского были сделаны в XIII веке королём Альфонсо X Мудрым в его королевском дворе в Толедо. Он собирал писцов в своём дворе и наблюдал за их письмом, на кастильском, за обширными работами по истории, астрономии, юриспруденции и другим областям знаний.
Антонио де Небриха написал первую грамматику испанского, «Грамматика испанского языка», и представил её в 1492 году королеве Изабелле, которая, как говорили, ранее признавала полезность языка как инструмента гегемонии, как будто бы она предвосхитила империю, которая должна была быть основана после плаваний Колумба.
Так как староиспанский язык похож на современный письменный язык в относительно большой степени, читатель современного испанского может научиться читать средневековые документы без особенных трудностей.
Королевская академия испанского языка была основана в 1713 году, главным образом, с целью стандартизации языка. Академия опубликовала свой первый 6-томный словарь Diccionario de Autoridades в 1726—1739 годах, первую грамматику в 1771 году, а с 1780 года регулярно издаёт Академический словарь испанского языка (исп. Diccionario de la lengua española). В настоящее время в каждой испаноговорящей стране есть аналогичная языковая академия, а в 1951 году была создана Ассоциация академий испанского языка.

### Америка
В начале XVI века испанская колонизация принесла язык в Америку (Мексика, Центральная Америка и западная и южная часть Южной Америки), где на нём говорят и по сей день, а также на несколько островных групп в Тихом океане, где он больше не используется каким-либо большим числом людей: Филиппины, Палау, Марианские острова (включая Гуам), и в современных Федеративных Штатах Микронезии.
В Америке использование языка было продолжено потомками испанцев, и испанскими креолами, и индейским большинством. После войн за независимость, проведённых этими колониями в XIX веке, новые правящие элиты расширили свой испанский на всё население, чтобы усилить национальное единство, и сейчас это первый и официальный язык образовавшихся в результате республик, за исключением очень изолированных частей бывших испанских колоний.
В конце XIX века всё ещё испанские колонии Куба и Пуэрто-Рико поддержали больше иммигрантов из Испании, и похожим образом в конце XIX и начале XX веков другие испаноговорящие страны, такие как Аргентина, Уругвай и, в меньшей степени, Чили, Колумбия, Мексика, Панама и Венесуэла, привлекли волны европейской иммиграции, испанской и неиспанской. Там, большие (или значительных размеров меньшинства) группы населения стран потомков во втором и третьем поколении приняли испанский язык как часть официальной ассимиляционной политики своих правительств, чтобы включать в себя европейцев. В некоторых странах они должны были быть католиками и согласиться поклясться в верности правительству выбранной ими нации. [стиль]
Когда Пуэрто-Рико стал владением США после Испано-американской войны, его население — практически полностью испанского и смешанного афро-карибско-испанского (мулаты и метисы) происхождения — сохранило свой унаследованный испанский язык как свой родной, в сосуществовании с английским как соофициальным. В XX веке более миллиона пуэрториканцев эмигрировали в континентальную часть США.
Похожая ситуация возникла на юго-западе США, включая штаты Калифорния, Аризона, Нью-Мексико и Техас, где испанцы, затем креолы (техано, калифорнио и т. д.) с последующими чикано (мексиканцами США) и позднее мексиканскими иммигрантами, сохранили ранее испанский язык живым, во время и после присвоения этих территорий США с последующей американо-мексиканской войной. Испанский продолжает использоваться миллионами граждан и иммигрантов в США из испаноговорящих стран Америки (например, многие кубинцы прибыли в Майами с началом Кубинской революции в 1959 году, с последовавшими за ними другими латиноамериканскими группами; локальное большинство теперь испаноговорящее). К испанскому теперь относятся как ко «второму языку» страны, а более 5 процентов населения США является испаноговорящим, но большинство американцев латинского происхождения двуязычны или также регулярно говорят на английском.

### Африка
Присутствие испанского языка в Экваториальной Гвинее датируется концом XVIII века, и он был принят как официальный язык, когда страна обрела независимость в 1968 году.
Испанский широко распространён в Западной Сахаре, которая была колонией/протекторатом Испании с 1880-х по 1970-е годы.

### Еврейско-испанский
В 1492 году Испания изгнала евреев, не пожелавших принять крещение. Их еврейско-испанский язык, названный «ладино», развился сам по себе, и на нём продолжает говорить сокращающееся число людей, главным образом в Израиле, Турции и Греции.

### В Тихом океане
На Марианских островах испанский язык сохранялся до Второй мировой войны, но на нём больше не разговаривает какое-либо значительное число людей.

### Испания
Языковая политика во франкистской Испании объявила испанский единственным официальным языком в стране, и по сей день это наиболее широко используемый язык в правительстве, бизнесе, общественном образовании, на рабочих местах, в культуре и искусстве, и СМИ. Но в 1960-х и 1970-х годах Испанский парламент позволил провинциям использовать, разговаривать и печатать официальные документы на трёх других языках: каталанском для Каталонии, Балеарских островов и Валенсии, баскском для
Страны Басков и Наварры и галисийском для Галисии. С 1975 года, после смерти Франко, Испания стала многопартийной демократией и децентрализованной страной, составленной из автономных сообществ. По этой системе некоторые языки Испании, такие как аранский (диалект окситанского языка в северо-западной Каталонии), баскский, каталанский/валенсийский и галисийский, получили статус второго официального языка в своих соответствующих географических зонах. Другие, такие как арагонский, астурийский и леонский, были признаны региональными правительствами.

### Международная проекция
Когда в 1945 году была основана ООН, испанский был указан одним из пяти её официальных языков (вместе с китайским, английским, французским и русским; шестой язык, арабский, был добавлен в 1973 году).
Список лауреатов Нобелевской премии по литературе включает одиннадцать авторов, которые писали на испанском языке (Хосе Эчегарай-и-Эйсагирре, Хасинто Бенавенте, Габриела Мистраль, Хуан Рамон Хименес, Мигель Анхель Астуриас, Пабло Неруда, Висенте Алейсандре, Габриэль Гарсиа Маркес, Камило Хосе Села, Октавио Пас и Марио Варгас Льоса).

## Влияния
Упоминание о «влияниях» на испанский язык относится главным образом к лексическому заимствованию. На протяжении своей истории испанский язык принимал заимствования, сначала из дороманских языков (включая баскский, иберский и кельтиберский языки), и позднее из греческого, германских, соседних романских, арабского, индейских и английского языков.
Наиболее часто используемым словом, которое попало в испанский язык из (или через) баскский, является izquierda «лево». Баскский, возможно, наиболее очевиден в некоторых распространённых испанских фамилиях, включая Гарсия и Эчеверрия. Баскская топонимика также видна по всей Испании, потому что многие кастильцы, которые участвовали в Реконкисте, и заново заселившие мавританскую Иберию христиане имели баскское происхождение. Как полагают, иберский и кельтиберский также оставили след в топонимике Испании. Словами ежедневного пользования, которые имеют кельтские корни, являются camino «дорога», carro «телега» и cerveza «пиво».
Влияние баскской фонологии некоторыми исследователями приписывается к смягчению испанских губно-зубных согласных: превращая губно-зубной [v] в губно-губной [β], и, в конечном счете, приводя к исчезновению губно-зубного [f]. Другие отрицают или принижают баскское влияние на фонетику, заявляя, что эти изменения происходят в затронутых диалектах полностью в результате внутренних для языка факторов, а не внешних. Также возможно, что две силы, внутренняя и внешняя, действовали одновременно и усилили друг друга.
Некоторые слова греческого происхождения уже были представлены в разговорной латыни, которая стала испанским языком. Кроме того, многие греческие слова сформировали часть церковного языка. Испанский также заимствовал греческий словарь в областях медицинского, технического и научного языков начиная ещё с XIII века.
Влияние германских языков на развитие фонологии, по мнению большинства, очень мало, но обнаруживается главным образом в испанской лексике. Слова германского происхождения распространены во всех разновидностях испанского. Современные слова для сторон света (norte, este, sur, oeste), например, все взяты из германских языков (ср. современные английские north, east, south и west), после контакта с атлантическими моряками. Этих слов не было в испанском языке до XV века. Вместо этого, «север» и «юг» обозначались словами septentrion и meridion, соответственно (оба фактически устаревшие в современном испанском), в то время как «восток» был oriente (или levante), а «запад» — occidente (или poniente). Эти устаревшие формы слов для «востока» и «запада» продолжают иногда использоваться в современном испанском.
В 711 году в Испанию вторглись мавры, которые принесли на полуостров арабский язык. С того времени до падения Гранадского эмирата (1492), испанский заимствовал слова из арабского. Считается, что двуязычие мосарабов облегчило перенос словаря из арабского в кастильский.
Соседние романские языки — португальский/галисийский, каталанский, французский и окситанский — делали значительный вклад в испанский лексикон от Средних веков до настоящего времени. Заимствование из итальянского чаще всего происходило в XVI и XVII веках во многом благодаря влиянию Итальянского Возрождения.
С развитием Испанской империи в Новом свете началось лексическое заимствование из индейских языков, особенно это были слова, обозначающие флору, фауну и культурные концепты, характерные только для Америки.
Заимствование из английского стало особенно ощутимым начиная с XX века, когда слова стали заимствоваться из многих видов деятельности, включая спорт, технологии и коммерцию.
Включение в испанский язык научных или «книжных» слов из своего собственного языка-предка, латинского, спорно является другой формой лексического заимствования. На протяжении Средних веков и вплоть до раннего современного периода большинство образованных испаноговорящих были также образованы в латинском; таким образом, они с лёгкостью приняли латинские слова в своё письмо — и, в конечном счете, в речь — на испанском.

## Внутренняя история
С другими романскими языками испанский язык имеет большинство фонетических и грамматических изменений, которые были характерны для народной латыни, такие как отказ от характерной длины гласных, потеря системы падежей существительных и потеря отложительных глаголов.

### Синкопа
В истории испанского языка синкопа относится к потере безударного гласного в слоге, непосредственно предшествующем или следующим после ударного слога. Ранее в истории испанского языка такие гласные утрачивались, когда они предшествовали или шли после R или L, и между S и T.
| Контекст | Латинские слова                     | Испанские слова            |
| -------- | ----------------------------------- | -------------------------- |
| _r       | aperīre, humerum, litteram, operam  | abrir, hombro, letra, obra |
| r_       | eremum, viridem                     | yermo, verde               |
| _l       | acūculam, fabulam, insulam, populum | aguja, habla, isla, pueblo |
| l_       | sōlitārium                          | soltero                    |
| s_t      | positum, consūtūram                 | puesto, costura            |

*Solitario, которое происходит от sōlitārium, научное слово; ср. альтернативная форма soltero.
Позднее, после времени интервокального озвончения, безударные гласные были утеряны между другими комбинациями согласных:
| Контекст      | Латинские слова                          | Испанские слова                          |
| ------------- | ---------------------------------------- | ---------------------------------------- |
| b_t           | cubitum, dēbitam, dūbitam                | codo, deuda, duda                        |
| c_m, c_p, c_t | decimum, acceptōre, recitāre             | diezmo, azor, rezar                      |
| d_c           | undecim, vindicāre                       | once, vengar                             |
| f_c           | advērificāre                             | averiguar                                |
| m_c, m_n, m_t | hāmiceolum, hominem, comitem             | anzuelo, hombre, conde                   |
| n_c, n_t      | dominicum, bonitāte, cuminitiāre         | domingo, bondad, comenzar                |
| p_t           | capitālem, computāre, hospitālem         | caudal, contar, hostal                   |
| s_c, s_n      | quassicāre, rassicāre, asinum, fraxinum  | cascar, rascar, asno, fresno             |
| t_c, t_n      | masticāre, portaticum, trīticum, retinam | mascar/masticar, portazgo, trigo, rienda |

Слова capital, computar, hospital, recitar и vindicar являются научными словами; ср. capitālem, computāre, hospitālem, recitāre и vindicāre и альтернативные формы caudal, contar, hostal, rezar и vengar.

### Элизия
В то время как глухие интервокальные гласные часто озвончались, многие звонкие интервокальные взрывные (d, g и, иногда, b) все вместе просто вылетали из слов через процесс, названный элизией.
| Согласный | Латинские слова                           | Испанские слова                |
| --------- | ----------------------------------------- | ------------------------------ |
| b → Ø     | vendēbat                                  | vendía                         |
| d → Ø     | comedere, vidēre, cadēre, pede, quō modō  | comer, ver, caer, pie, cómo    |
| g → Ø     | cōgitāre, digitum, legere, ligāre, lēgāle | cuidar, dedo, leer, liar, leal |

Многие формы с d и g сохранились, например, ligar, legal, crudo являются научными словами (латинизмами); ср. альтернативные формы liar, leal и староиспанское cruo.

### Озвончение и спирантизация
Фактически во всех западно-романских языках, латинские глухие взрывные — /p/, /t/ и /k/, которые представляются орфографически как P, T и C, соответственно, — где они возникают в «интервокальном» контексте (квалифицировано ниже), претерпевают одну, две или три последовательные стадии лениции, от озвончения до спирантизации и до, в некоторых случаях, элизии (исчезновения). В испанском языке эти три согласных обычно претерпевают и озвончение, и спирантизацию, превращаясь в звонкие фрикативы: [β], [ð] и [ɣ], соответственно. Считается, что это изменение возникло под влиянием фонологий кельтского и баскского языковых субстратов, которые были географически близки к иберской народной латыни (см. Языковой союз). Интервокальные /p/, /t/ и /k/, заново появившиеся в испанском языке через научные слова из классической латыни и также появившиеся в испанском языке через упрощение стечения согласных (см. ниже), и латинские звонкие взрывные — /b/, /d/ и /g/, которые представлены орфографически как B, D и G, соответственно, — также появляющиеся в интервокальных позициях, также претерпевают леницию: [β], [ð] и [ɣ], но также появляются в испанском языке, хоть и являются научными словами из классической латыни.
Эти изменения происходят не только между гласными, но также после гласных и перед сонорными согласными, такими как /r/ (лат. patrem > исп. padre) — но не наоборот (лат. partem > исп. parte, не *parde).
| Согласные | Латинские слова                                               | Испанские слова                                                                                                  |
| --------- | ------------------------------------------------------------- | --- |
| p → b [β] | aperīre, cooperīre, lupum, operam, populum, capram, superāre1 | abrir [aˈβrir], cubrir [kuˈβrir], lobo [ˈloβo], obra [ˈoβra], pueblo [ˈpweβlo], cabra [ˈkaβra], sobrar [soβˈrar] |
| t → d [ð] | cīvitātem, latum, mūtāre, scūtum, petram                      | ciudad [θjuˈðað], lado [ˈlaðo], mudar [muˈðar], escudo [esˈkuðo], piedra [ˈpjeðra]                               |
| c → g [ɣ] | focum, lacum, locum, pacāre, sacrātum                         | fuego [ˈfweɣo], lago [ˈlaɣo], luego [ˈlweɣo], pagar [paˈɣar], sagrado [saˈɣraðo]                                 |

1Производными от латинского superāre являются и испанское sobrar, и его научный дублет superar.
Глагол decir в своих различных спряжённых формах служит примером различных фонетических изменений, в зависимости от того, стоит ли после <c> (латинский /k/) передний гласный или нет. Латинский /k/, в конечном счете, превращается в испанский /θ/, когда после него стоят передние гласные (/i/ или /e/ — поэтому, dice, decimos и т. д.), но в других формах, перед задними гласными, /k/ озвончается до /ɡ/ и, в современном языке, возникает как спирант [ɣ] (как в digo, diga). Это также образец нескольких других испанских глаголов, оканчивающихся на -cer или -cir, как в таблице ниже:
| Формы с /k/ → /θ/                                                  | Формы с /k/ → /θ/                 | Формы с /k/ → /θ/           | Формы с /k/ → /ɣ/                                  | Формы с /k/ → /ɣ/                               | Формы с /k/ → /ɣ/         |
| Русский                                                            | Латинский                         | Испанский                   | Русский                                            | Латинский                                       | Испанский                 |
| ------------------------------------------------------------------ | --------------------------------- | --------------------------- | -------------------------------------------------- | ----------------------------------------------- | ------------------------- |
| Говорить, рассказывать Он/она/оно говорит, Он/она/оно рассказывает | dīcere /ˈdiːkere/ dīcit /ˈdiːkit/ | decir /deˈθiɾ/ dice /ˈdiθe/ | Я говорю, я рассказываю Мог бы он/она/оно говорить | dīcō /ˈdiːkoː/ dīcat /ˈdiːkat/                  | digo /ˈdiγo/ diga /ˈdiγa/ |
| Делать Он/она/оно делает                                           | facere /ˈfakere/ facit /ˈfakit/   | hacer /aˈθeɾ/ hace /ˈaθe/   | Я делаю Мог бы он/она/оно делать                   | faciō > *facō /ˈfakoː/ faciat > *facat /ˈfakat/ | hago /ˈaγo/ haga /ˈaγa/   |

### Дифтонгизация в открытых и закрытых слогах
Латинские ударные короткие E и O претерпевают дифтонгизацию во многих западно-романских языках. В испанском языке это изменение происходит вне зависимости от формы слога (открытой или закрытой), в отличие от французского и итальянского, где это происходит только в открытом слоге, и, в особенности, от каталанского и португальского — соседних языков на Пиренейском полуострове — где дифтонгизация не происходит вообще. В результате, испанская фонология представляет систему из пяти гласных, а не из семи, что характерно для большинства других западно-романских языков. Ударные короткие [e] и [o] снова появляются в испанском языке через научные слова из классической латыни и появляются в испанском, что развилось из коротких гласных /i/ и /u/ и сохранения длинных гласных [eː] и [oː] из народной латыни.
| Форма слога | Латинский    | Испанский      | Французский | Итальянский   | Португальский | Каталанский  |
| ----------- | ------------ | -------------- | ----------- | ------------- | ------------- | ------------ |
| Открытый    | petra, focus | piedra, fuego  | pierre, feu | pietra, fuoco | pedra, fogo   | pedra, foc   |
| Закрытый    | festa, porta | fiesta, puerta | fête, porte | festa, porta  | festa, porta  | festa, porta |

### Упрощение научных слов и стечения согласных
Научные слова — то есть, «книжные» слова, переданные частично через письмо и, таким образом, изменившиеся под влиянием их латинской формы — стали все чаще и чаще встречаться в работах Альфонсо X Мудрого в середине-конце 13-века. Многие из этих слов содержали стечения согласных, которые, в устной передаче, были сокращены до более простых стечений согласных или одиночных согласных в предыдущих столетиях. Тот же самый процесс повлиял на многие из этих новых, более академичных, слов, особенно когда эти слова продолжили употреблять в староиспанский период. Некоторыми из стечений согласных, которые подверглись влиянию, были -ct-, -ct[i]-, -pt-, -gn-, -mn-, -mpt- и -nct-. Большинство упрощённых форм с тех пор вернулось в научные слова или не считается научными.
| Стечение согласных   | Латинская форма                                  | Научная форма                              | Староиспанская форма                  | Современная испанская форма                               |
| -------------------- | ------------------------------------------------ | ------------------------------------------ | ------------------------------------- | --------------------------------------------------------- |
| ct → t               | effectum, perfectum, respectum, aspectum, sectam | efecto, perfecto, respecto, aspecto, secta | efeto, perfeto, respeto, aspeto, seta | efecto, perfecto, aspeto/aspecto, respeto/respecto, secta |
| ct[i] → cc[i] → c[i] | affectiōnem, lectiōnem, perfectiōnem             | affección, lección, perfección             | afición, lición, perfeción            | afición/afección, lección, perfección                     |
| pt → t               | acceptāre, baptismum, conceptum                  | aceptar, baptismo, concepto                | acetar, bautismo, conceto             | aceptar, bautismo, concepto                               |
| gn → n               | dignum, magnificum, significāre                  | digno, magnífico, significar               | dino, manífico, sinificar             | digno, magnífico, significar                              |
| mn → n               | columnam, solemnitātem                           | columna, solemnidad                        | coluna, solenidad                     | columna, solemnidad                                       |
| mpt → nt             | promptum, exemptum                               | prompto, exempto                           | pronto, exento                        | pronto, exento                                            |
| nct → nt             | sanctus                                          | sancto                                     | sancto                                | santo                                                     |

У большинства этих слов есть современные формы, которые больше похожи на латинские, чем староиспанские. В староиспанском языке упрощённые формы были допустимыми формами, которые сосуществовали (и иногда соперничали) с научными формами. Испанская образовательная система, а позднее Королевская академия испанского языка, со своим требованием о том, что все согласные слова должны произноситься[что?], постоянно приводила самые упрощённые формы, какие только существовали[что?]. Многие из упрощённых форм использовались в литературных работах в Средние века и в Возрождение (иногда намеренно как архаизмы), но с тех пор перешли главным образом в общественную речь, а также речь необразованных людей. Иногда обе формы сосуществуют в современном испанском с различными нюансами значений или в фразеологизмах: например afición означает 'любовь (к чему-то)' или 'пристрастие (к чему-то)', тогда как afección означает 'болезнь'; современное испанское respeto означает '(относиться с) уважение(м)', тогда как con respecto a означает 'в отношении к'.

### Вокализация
Термин «вокализация» относится к изменению согласного звука в похожий на полугласный звук. Некоторые согласные, стоящие в конце слога, несмотря на то, стояли ли они уже в конце слога в латинском или перешли на эту позицию из-за синкопы, стали полугласными. Губные согласные (b, p) уступили круглому полугласному [w] (который, в свою очередь, был поглощён предыдущим круглым гласным), тогда как заднеязычный c ([k]) давал палатальный полугласный [j] (который мог палатализировать идущий после него [t] и поглотиться производным палатальным аффрикатом). (Формы debda, cobdo и dubdar зафиксированы в староиспанском; но гипотетические формы *oito и *noite уже преобразовались в ocho и noche с того момента, как кастильский стал письменным языком.)
| Изменение | Латинское слово   | Промежуточная форма | Современная испанская форма |
| --------- | ----------------- | ------------------- | --------------------------- |
| p → w     | baptistam         | —                   | bautista                    |
| b → w     | dēbitam           | debda               | deuda                       |
| b → w → Ø | cubitum, dubitāre | cobdo, dubdar       | codo, dudar                 |
| ct → ch   | octō, noctem      | *oito, *noite       | ocho, noche                 |

### Слияние /b/ и /v/
Большинство романских языков сохранило различие между фонемами /b/ и /v/ — звонкий губно-губной взрывной согласный и звонкий, обычно губно-зубной фрикативный согласный, соответственно. Фонема /b/ могла быть унаследована напрямую от латинского /b/ (когда не стоит между гласными), или образоваться после озвончения латинского /p/ между гласными. Фонема /v/, как правило, возникла или от латинского /b/ между гласными, или от латинской фонемы, соответствующей букве ⟨v⟩ и произносимой [w] в классической латыни (но позднее «укрепилась» в статусе фрикативного согласного). В большинстве регионов /v/ имеет губно-зубную артикуляцию, но в староиспанском языке (который по-прежнему различал /b/ и /v/) /v/ на самом деле был губно-губным фрикативным согласным [β]. (Кажется, что часто цитируемый латинский каламбур, Beati Hispani quibus vivere bibere est, то есть «Блаженны испанцы, для которых жить — значит пить», который мог бы доказать раннюю путаницу между 'v' и 'b' в Испании, происходит на самом деле не из римских времён, а из Средних веков или даже Возрождения. Это высказывание имеет другие версии, например Beati Hispani, dum bibere dicunt vivere.) Сходство между взрывным [b] и фрикативным [β] привело к их полному слиянию к концу староиспанского периода. В орфографии современного испанского буквы ⟨b⟩ и ⟨v⟩ представляют одну и ту же фонему, обычно транскрибируемую как /b/ — которая, главным образом, понимается как фрикативный [β], за исключением произношения — в начале слова или после носового согласного, когда она понимается как взрывной [b]. Выбор орфографического ⟨b⟩ или ⟨v⟩ зависит в основном от этимологии слова и скорее делает попытку сымитировать латинское написание слова, чем сохранить староиспанское произношение. (Следовательно, староиспанские bever «пить», bivir/vivir «жить» превратились в beber и vivir, соответственно, следуя латинскому написанию bibere, vīvere.)

### От латинскогоf-к испанскомуh-
F почти всегда была начальной в латинских словах, и большинство этих слов в испанском языке стало писаться с начальной ⟨h⟩, сейчас по большей части немой. Считается, что буква ⟨f⟩ первоначально представляла губно-зубной [f] в латинском языке, и этот звук, через серию «смягчающих» изменений, стал, последовательно, губно-губным [ɸ] и затем глоттальным [h] (отсюда современное написание), пока не был утрачен повсеместно в большинстве разновидностей; <h> совершенно немая в народной латыни. Первые письменные записи этого процесса датируются 863-м годом, когда латинское имя Forticius писалось как Ortiço, которое могло произноситься с начальным /h/, но определённо не /f/. (То же самое имя появляется как Hortiço в документе, датируемым 927 годом.) Замена ⟨f⟩ на ⟨h⟩ в написании происходила не так часто до XVI века; однако, считается, что это не отражает сохранение /f/. Скорее, ⟨f⟩ последовательно использовался, чтобы представить /h/, до того как фонема /f/ снова не появилась в языке (около XVI века, в результате заимствований из классической латыни), в такой момент стало необходимым различать их на письме.
Изменение /f/ на /h/ возникало исторически в романской речи Старой Кастилии и гасконском языке, но больше нигде поблизости. Так как обе эти территории исторически были билингвальны с баскским, а в баскском исторически был [h], но не было [f], часто говорится о том, что это изменение возникло под баскским влиянием. Однако, это оспаривается многими лингвистами.
Большинство современных примеров использования ⟨f⟩ являются скорее научными словами (то есть словами, на которые оказало влияние их письменная латинская форма, такие как forma, falso, fama, feria), заимствованные слова арабского происхождения, или слова, после чьей начальной ⟨f⟩ в староиспанском шли не-гласные—⟨r⟩, ⟨l⟩ или полугласные элементы дифтонга — как в frente, flor, fiesta, fuerte. Это причина, почему существуют современные варианты написания Fernando и Hernando (Ferdinand), ferrero и herrero (оба означают «кузнец»), fierro и hierro (оба означают «железо») и fondo и hondo (оба означают «глубокий», но fondo означает «глубина», тогда как hondo — «глубокий»); hacer («делать») является однокоренным словом для satisfacer («удовлетворять»), а hecho («сделанный») — однокоренным для satisfecho («удовлетворённый»).
| Согласные | Латинское слово | Староиспанская форма                                                                                    | Современное испанское слово                                                                             |
| --------- | --- | --- | --- |
| f- → h-   | fabulāri, facere, faciendam, factum, faminem, farīnam, fēminam, fīcatum, fīlium, foliam, fōrmōsum, fūmum, fungum, furcam | fablar, fazer, facienda, fecho, fambre, farina, fembra, fígado, fijo, foja, formoso, fumo, fongo, forca | hablar, hacer, hacienda, hecho, hambre, harina, hembra, hígado, hijo, hoja, hermoso, humo, hongo, horca |

### Современное развитие староиспанских сибилянтов
В течение XVI века три звонких сибилянта — зубной /d͡z/, апико-альвеолярный /z/ и палато-альвеолярный /ʒ/ (как в староиспанских fazer, casa и ojo, соответственно) утратили своё звонкое произношение и слились со своими глухими парами: /t͡s/, /s/ и /ʃ/ (как в caçar, passar и baxar, соответственно). Символ ⟨ç⟩, названный ⟨c⟩ седильей, возник в староиспанском, но был заменён на ⟨z⟩ в современном языке.
Кроме того, аффрикат /t͡s/ утратил свой взрывной компонент и стал ламинальным фрикативным [s̪]. В результате система звуков тогда включала в себя два фрикативных сибилянта, чей контраст зависел полностью от тонкого различия между их местами образования согласных: апикальный, в случае с /s/ и ламинальный, в случае с новым фрикативным сибилянтом /s̪/ произошедшим от аффриката /t͡s/. Различие между этими звуками было расширено в диалектах северной и центральной Испании парадигматической диссимиляцией, тогда как те же звуки в Андалусии и Америке слились в один.
Диссимиляция в северных и центральных диалектах происходила, когда ламинальный фрикатив смещался в межзубную позицию артикуляции, теряя своё шипение, и становился [θ]. Этот звук представлен в современном письме буквой ⟨c⟩ перед ⟨e⟩ или ⟨i⟩, и ⟨z⟩ во всех позициях. На юге Испании и в Америке фонемы /s/ и /s̪/ слились, а новая фонема произносится и как [s] («seseo» — в Америке и части Андалусии), и как [θ] («ceceo» — в немногих частях Андалусии). В целом, прибрежные регионы Андалусии предпочитали [θ], в то время как более удалённые регионы предпочитали [s]. Во время колонизации Америки большинство поселенцев пришло с юга Испании; в результате, как верят историки языка, подавляющее большинство испаноговорящего Нового Света сегодня разговаривает на разновидности языка, которая произошла в значительной степени от языка Андалусии.
Тем временем, альвеопалатальный фрикатив /ʃ/ — результат слияния глухого /ʃ/ (записывался буквой ⟨x⟩ в староиспанском) со звонким /ʒ/ (записывался буквой ⟨j⟩ в некоторых словах, а в других буквой ⟨g⟩ перед ⟨e⟩ или ⟨i⟩) — во всех диалектах переместился назад, став (в зависимости от географической разновидности) велярным [x], увулярным [χ] (в части Испании) или глоттальным [h] (в Андалусии и части Америки, особенно в Карибском регионе).

### Взаимообмен плавных согласных /l/ и /r/
Одной необычной особенностью испанской этимологии является способ, при помощи которого плавные /r/ и /l/ иногда заменяют друг друга в словах, происходящих из латинского, французского и других источников. Например, испанское слово milagro, «чудо», произошло от латинского miraculum. Ещё реже этот процесс вовлекал в себя носовые согласные, такие как /n/ (как alma, от латинского anima). Ниже представлен неполный список таких слов:
- ancla, «якорь», лат. ancora
- albedrío, «воля, прихоть, вкус», лат. arbitrium, «суждение, решение, воля»
- algalia, «катетер», др.-греч. εργελεία ergaleía, «инструмент»
- alimaña, «вредитель», лат. animalĭa, «животные»
- alma, «душа», лат. anima
- alondra, «жаворонок», лат. alaudula
- árbol, «дерево», лат. arbor
- Argelia, «Алжир (страна)»
- azul, «синий», араб. لازورد‎ lāzaward «лазурит» (ср. средневек. лат. azura, фр. azure)
- blandir, «размахивать», фр. brandir
- bolsa, «мешок, кошелёк», лат. bursa
- cárcel, «тюрьма», лат. carcer (ср. англ. incarcerate «заключать в тюрьму»)
- calambre, «судорога, поражение электрическим током», фр. crampe
- Catalina, лат. Catharina (личное имя)
- cilantro, «кориандр», лат. coriandrum
- cimbrar, «трясти (палкой), колебать, размахивать», лат. cymula, «прорастать, пускать ростки»
- coronel, «полковник», фр. colonel, от итал. colonnello
- Cristóbal, герм. Christoffer, от лат. Christopherus (личное имя)
- escolta, «эскорт», итал. scorta
- espuela, «шпора», готский *spaúra (ср. фр. éperon)
- flete, «груз, фрахт», фр. fret
- fraile, «монах», провансальский fraire, от лат. frater, «брат»
- franela, «фланель», фр. flanelle
- frasco, «фляжка», герм. flasko
- guirnalda, «гирлянда», уст. исп. guirlanda, ср. фр. guirlande
- golondrina, «ласточка», лат. hirundo
- lirio, «лилия, ирис», лат. lilium
- mármol, «мрамор», лат. marmor
- miércoles, «среда», лат. Mercuri [dies], «[день] Меркурия»
- milagro, «чудо», лат. miraculum
- papel, «бумага», кат. paper, лат. papyrus
- palabra, «слово», лат. parabola
- peligro, «опасность», лат. periculum (ср. англ. peril «опасность, риск»)
- plática, «разговор, беседа», лат. practica
- quilate, «карат», араб. قيراط‎ qīrāṭ «карат» < др.-греч. κεράτιον «рожковое дерево» (ср. итал. carato)
- recluta, «рекрут», фр. recrute
- regaliz(a), «лакрица», Late лат. liquiritia
- roble, «дуб», лат. robur, «сильный»
- silo, «силос», лат. sirus от греч. siros, «яма для хранения зерна»
- surco, «жёлоб, борозда», лат. sulcus
- taladro, «дрель», лат. tarātrum < кельт. tarātron
- temple, «температура, характер, настроение», лат. tempus, -oris, «время, сезон»
- tiniebla(s), «темнота», лат. tenebrae

### Йеизмо
Документы начала XV века показывают редкие доказательства случайной путаницы между фонемой /ʝ/ (обычно записываемой буквой ⟨y⟩) и палатальным латеральным /ʎ/ (записываемым сочетанием ⟨ll⟩). Хотя при записи и сохраняется различие, в большинстве диалектов современного испанского два этих звука слились в один, нелатеральный палатальный звук. Таким образом, например, большинство говорящих на испанском одинаково произносят haya (от глагола haber) и halla (от hallar). Это фонетическое слияние называется йеизмо, по названию буквы ⟨y⟩.
Так как большая часть ранних поселенцев Испанской Америки пришла из Андалусии, большинство испаноговорящих регионов Америки имеют «Йеизмо», хоть здесь и есть места, где звуки всё ещё различаются. Люди, для которых испанский не является родным, такие как португало-, галисийско-, астурлеонско-, баскско-, арагоно-, окситано- и каталаноговорящие, обычно не используют «Йеизмо» (так как эти языки исторически — и фактически — различают фонему /ʎ/).
Похожей чертой, которая также иногда фиксировалась в течение нескольких сотен лет, является «реиламьенто» (буквально «свист»), произношение /ʝ/ как фрикативный сибилянт /ʒ/ или даже аффрикат /dʒ/, который также распространён среди тех, для кого испанский не является родным. (То же самое происходит в еврейско-испанском языке, но в другой ситуации: еврейско-испанском сохраняет старое произношение «j», например, в «hijo», где в современном испанском произносится [x]). Нынешнее произношение сильно изменяется, в зависимости от географического диалекта и социолекта. Риоплатский испанский (в Аргентине и Уругвае) особенно известен по произношению /ʒ/ и /ʝ/, и первоначального /ʎ/. За прошедшие 50 лет, однако, глухое произношение /ʃ/ стало доминировать в столице Аргентине Буэнос-Айресе, и распространяется за его пределы из-за престижа столицы.